# 재전리
재전리(再電離, reionization)란 암흑시대 이후 우주의 물질들이 전리된 과정이다. 이것은 우주 속 가스들의 두 차례의 중요한 상전이 중 두 번째 것이다. 바리온의 대부분이 수소로 이루어져 있기 때문에, 재전리라 함은 일반적으로 수소의 재전리를 가리킨다. 수소 뿐 아니라 태고의 헬륨 역시 동일한 상전이를 거쳤으나, 이것은 대개 헬륨 재전리(helium reionization)라고 따로 부른다.

## 같이 보기
- 빅뱅